# Krepšinio klubas Sūduva Marijampolė
Il K.K. Sūduva è una società cestistica avente sede nella città di Marijampolė, in Lituania. Fondata nel 2006, gioca nel campionato lituano.